# Metodo Portage
Il Metodo Portage è un programma educativo-riabilitativo strutturato ad indirizzo cognitivo-comportamentale, rivolto a soggetti in età evolutiva affetti da disabilità di grado medio-grave.

## Storia
Il Portage è nato tra la fine degli anni sessanta e l'inizio degli anni settanta negli Stati Uniti. Il contributo iniziale proviene da un'équipe di psicologi, educatori, terapisti e specialisti ispirata dalla necessità di raggiungere una popolazione diffusa in territori molto vasti ed isolati che necessitava di trattamenti riabilitativi frequenti o quotidiani. Portage è una cittadina del Wisconsin negli Usa, stato che ha un'estensione di poco inferiore a quella dell'Italia. Col passare degli anni questo metodo è stato adottato in vari paesi del mondo ed è risultato molto utile nelle situazioni più diverse: nei paesi più poveri nei quali c'è una grave carenza di terapisti della riabilitazione e questa per tanto dev'essere affidata di necessità alle persone che appartengono alla vita quotidiana del bambino, come nei paesi industrialmente avanzati
e nelle grandi aree metropolitane. Nell'estate del 1988, il convegno internazionale del metodo Portage si svolse a Tokyo, metropoli dove il metodo Portage è usato da una popolazione numerosa di bambini handicappati con risultati che venivano riferiti come molto positivi soprattutto nei riguardi dei bambini con Sindrome di Down.

## Articolazione del metodo
L'elemento fondamentale del materiale Portage consiste in una duplice funzionalità; assume infatti sia ruolo valutativo che riabilitativo. La valutazione, caratterizzata da oggettività e concretezza, si ottiene analizzando le competenze o comportamenti presenti nel bambino, descritti da un elenco progressivo di attività divise per categorie: checklist.
L'attività riabilitativa è svolta attraverso un lavoro domiciliare effettuato da parte di genitori o familiari che si impegnano a lavorare quotidianamente con il bambino guidandone le iniziative e gli apprendimenti.
Laddove possibile, con l'aiuto degli insegnanti, le attività sono svolte anche in ambiente scolastico. Caratteristica peculiare del programma Portage è l'inversione dei tradizionali ruoli terapeutici: l'operatore da diretto interlocutore del bambino, come poteva essere nel trattamento ambulatoriale, diventa mediatore del rapporto tra bambino e genitore; è colui che prepara il lavoro e gestisce il controllo delle attività. Il genitore assume un ruolo primario nella riabilitazione del proprio figlio. L'attività da svolgere ogni giorno può contribuire ogni giorno all'equilibrio della struttura familiare ed a rinforzare il legame tra genitore e bambino.
Il metodo è articolato in tre parti.

### Lista di valutazione (checklist)
Esplora 5 aree di sviluppo (cognitive, motoria, linguistica, di socializzazione e di autonomia); Contiene inoltre una sezione detta delle stimolazioni Infantili, che organizzano l'osservazione del bambino nei primi mesi di vita. Nell'ambito di ciascuna area, i comportamenti sono elencati secondo un criterio di complessità crescente, portano un numero progressivo di riferimento e sono raggruppati per livelli di età, da 0-1 a 5-6 anni. La checklist contiene un totale di 575 items.

### Guida pratica (schede)
Set di schede di un numero pari a quello dei comportamenti elencati nella checklist. Ad ogni item corrisponde una scheda su cui sono annotati suggerimenti e spunti su come aiutare il bambino nell'apprendimento delle varie abilità e risolvere, talvolta in modo fantasioso, i problemi che lo rendono difficile. Per facilitare la consultazione, sia le pagine della checklist che delle schede sono contrassegnate da colori differenti a seconda dell'area di sviluppo.

### Manuale
Contiene precise indicazioni sul metodo di compilazione della checklist e di utilizzazione delle schede; porta inoltre alcune indicazioni circa l'impostazione di un programma indicativo personalizzato utilizzando un metodo di frammentazione e scomposizione degli obiettivi per la cui applicazione, pertanto, i curatori dell'edizione italiana ritengono opportuno un adeguato training di formazione.

## Descrizione delle aree di sviluppo
Il Metodo Portage è costituito di 5 aree di sviluppo più una sezione stimolazione del bambino piccolo. Le aree non sono separate le une dalle altre, c'è anzi una necessaria sovrapposizione. I comportamenti già esibiti in una o più aree di sviluppo servono da preparazione, sono prerequisiti che consentono al bambino di raggiungere una nuova abilità in un'altra area di sviluppo.

### Stimolazioni Infantili
Una gran parte dello sviluppo del bambino dipende da quanti e quali stimoli ha ricevuto nei primi mesi. La sezione delle stimolazioni infantili dà alcune indicazioni circa attività e materiali adatti ad evocare risposte appropriate da parte del bambino. Egli ha bisogno di informazioni significative dall'ambiente, prima ancora che ci si possa aspettare da lui una qualche risposta; perciò molti degli items elencati si riferiscono a comportamenti che i genitori abitualmente usano con il loro bimbo.
Al piccolo non viene fatta alcuna richiesta, tuttavia le attività, a cui l'adulto dà avvio, arricchiscono le condizioni ambientali e favoriscono l'apprendimento.

### Socializzazione
Le abilità sono espresse in queste campo da comportamenti che riguardano la vita sociale e l'interazione del bambino con altre persone. Durante gli anni prescolari il bambino dimostra abilità sociali dal modo in cui lavora e gioca con i genitori, i fratelli e i compagni. La possibilità di sviluppo in questo campo dipende da acquisizioni del bambino in altre aree e dalla capacità di operare in modo appropriato nel suo ambiente. Il bambino impara imitando, a partecipare a comunicare; e queste sono abilità sociali basilari. Sebbene molte capacità sociali, come sorridere, eseguire comandi, collaborare ad attività di gruppo, siano comuni a più culture e a più sistemi di valori, alcune possono non ritenersi appropriate in relazione al particolare ambito familiare di alcuni bambini. Egli apprende le prime abilità sociale all'interno della famiglia, potendo quindi con fiducia, rapportarsi agli altri ed andare incontro alle loro aspettative, impegnarsi in gruppi sociali più ampi, pronto a generalizzare tali capacità.

### Linguaggio
Nei primi sei anni di vita] una delle maggiori conquiste è rappresentata dallo sviluppo del linguaggio. In questo arco di tempo il bambino passa dalla totale ignoranza della lingua nativa ad una competenza paragonabile a quella dell'adulto. Nonostante l'ampia variabilità individuale, la maggior parte dei bambini segue un modello sistematico di sviluppo linguistico. Le checklist tratteggia tale modello di sviluppo: il piccolo impara a parlare nel suo ambiente, ascoltando inizialmente gli altri parlare ed osservando la situazione in cui ciò si verifica. Non appena il bambino si impadronisce di un repertorio lessicale, inizia a combinare le parole in frasi e periodi. La checklist non precisa quale lessico debba essere sviluppato; focalizza l'attenzione sul contenuto del linguaggio e sulla forma usata dal bambino per esprimere tale contenuto. Prima che egli possa dare una qualsiasi risposta, ha bisogno di ricevere numerosi stimoli linguistici, di vivere in un ambiente capace di offrire modelli appropriati, aspettative ed opportunità adeguate alla produzione. Ancora, un modello linguistico caratterizzato da lunghe e complesse espressioni potrà essere molto difficilmente benefico per il bambino. I suggerimenti contenuti nelle schede di tale sezione aiutano a preparare un ambiente favorevole all'apprendimento linguistico e guidare il bambino in tale acquisizione.

### Autonomia
Questa sezione riguarda i comportamenti che permettono al bambino di aver cura di sé in settori quali nutrizione, abbigliamento, pulizia e igiene. Avremmo potuto includere tali comportamenti nell'area di sviluppo delle capacità sociali, dal momento che l'autonomia ha attinenza con la vita comunitaria e con le abitudini sociali della famiglia. Lo sviluppo dei comportamenti autonomi aiuta il bambino nello sforzo di divenire membro sereno ed indipendente della sua famiglia e della comunità, aiuta la famiglia a vivere più agevolmente con il bambino e permette maggior indipendenza reciproca. I comportamenti descritti in questa area seguono, come già in altre, un modello evolutivo sequenziale. Le sequenze sono state sviluppate sulla base di tappe giudicate appropriate per lo sviluppo di una certa abilità, con particolare riguardo all'attuale livello di comprensione del bambino.